# Henri Chassin (homme politique)
Pour les articles homonymes, voir Henri Chassin.
Henri Chassin (Orsay, 15 juillet 1840 - Bois-le-Roi, 12 août 1918), entrepreneur de travaux en ciment, a été maire du 20e arrondissement de 1905 à 1914.
Il est fait chevalier de la légion d'honneur en 1908.
Il est enterré au cimetière du Père-Lachaise (90e division).